# Lead Hill (Arkansas)
Lead Hill – miasto w Stanach Zjednoczonych, w stanie Arkansas, w hrabstwie Boone.